# Scoparia basalis
Scoparia basalis là một loài bướm đêm trong họ Crambidae.